# Рыблово (Московская область)
Рыблово — деревня в Серпуховском районе Московской области. Входит в состав Васильевского сельского поселения (до 29 ноября 2006 года входила в состав Васильевского сельского округа).

## Население
| 2002 | 2006 | 2010 |
| ---- | ---- | ---- |
| 8    | ↘3   | ↗5   |

## География
Расположена на краю лесного массива на левом берегу реки Нара в 7 км к северо-западу от центра Серпухова. Высота центра деревни над уровнем моря — 164 м. Связана автобусным сообщением с райцентром и соседними населёнными пунктами. Вблизи деревни проходит Московское большое кольцо (автодорога).